# استیو جانسون (تنیس‌باز)
استیو جانسون (انگلیسی: Steve Johnson؛ زاده ۲۴ دسامبر ۱۹۸۹) یک تنیس‌باز اهل ایالات متحده آمریکا است.